# Realitatea Media (ziar)
Realitatea Media este un ziar regional din Județul Neamț din Moldova, România. 